# Reggenza di Nias
La reggenza di Nias (in indonesiano: Kabupaten Nias) è una reggenza dell'Indonesia, situata nella provincia di Sumatra Settentrionale.